# Elektra (Atrida)
Elektra (grč. Ἠλέκτρα, Êléktra) u grčkoj mitologiji Agamemnonova je i Klitemnestrina kći, Orestova i Ifigenijina sestra.

## Etimologija
Elektrino ime izvedeno je od grčke riječi ηλεκτρον, ēlektron = "jantar".

## Mitologija
Elektra je bila odsutna iz Mikene kad se njezin otac, kralj Agamemnon vratio iz Trojanskog rata i ubrzo biva ubijen od Egista, Klitemnestrina ljubavnika, i vlastite žene. Egist i Klitemnestra ubili su i Kasandru, trojansku proročicu koju je Agamemnon doveo sa sobom kao ratni plijen.
Osam godina poslije, Orest dovodi Elektru u Mikenu iz Atene. Prema Eshilu, susreli su se na očevu grobu gdje su se prepoznali i dogovorili osvetu. Osvetili su smrt svoga oca tako da je Orest s prijateljem Piladom ubio i Klitemnestru i Egista. Poslije toga Orest gubi razum jer ga progone Srde (Erinije ili Furije) kojima je bila dužnost krvna osveta. Ipak, Srde nisu progonile Elektru. Orest se sklonio u hram u Delfima. Premda mu je Apolon naložio da osveti oca, bio je bespomoćan što se tiče posljedica tog događaja. Atena ga je dovela na Akropolu gdje su bogovi držali suđenje, a glasovi na posljetku bivaju izjednačeni jer je Atena dala posljednji glas za Oresta.
Euripid u svome djelu Ifigenija u Tauridi priča drukčiju inačicu. Oresta su Srde dovele do Tauride na Crnome moru gdje je njegova sestra Ifigenija bila držana (pripremala je žrtve Artemidi). Kad su doveli Oresta i Pilada da budu žrtve, prepoznali su se te su pobjegli u domovinu. Pilad je pomogao Orestu i Elektri da ubiju majku i njezina ljubavnika. Egist i Klitemnestra dali su Elektru u brak jednome seljaku, misleći da se tako neće osvetiti. No, seljak, Piladov imenjak, poštovao je Elektru i nije je htio dirati. Na posljetku su se Pilad, Orestov prijatelj, i Elektra zaljubili i vjenčali.

## Djela iste tematike
- Eshil: Orestija (Agamemnon, Žrtvonoše, Eumenide), tragedije
- Sofoklo: Elektra, tragedija
- Euripid: Elektra, Ifigenija u Tauridi, tragedije
- Eugene O'Neill: Elektri pristaje crnina, drama
- Jean-Paul Sartre: Muhe, drama
- Richard Strauss: Elektra, opera

## Vanjske poveznice
- Okeanida Elektra u klasičnoj literaturi i umjetnosti (engl.)
- Nimfa Elektra u klasičnoj literaturi i umjetnosti (engl.)
- Agamemnonova Elektra u grčkoj mitologiji (engl.)